# Astreinte
In der französischen Rechtswissenschaft bezeichnet astreinte ein Mittel zur zwangsweisen Durchsetzung von Leistungsurteilen. Dabei wird dem Schuldner, der zu Naturalrestitution verurteilt wurde, auferlegt, für jeden Tag, den er säumig bleibt eine bestimmte Geldsumme an den Gläubiger (d. h. den obsiegenden Kläger) zu zahlen (im Unterschied zum Zwangsgeld nach § 888, § 890 ZPO, bei dem das Geld der Staatskasse zugutekommt). Die astreinte war bis 1978 weder im Code civil noch im Code de procédure civile geregelt, sondern ist ein Geschöpf der Rechtsprechung. Seit 1991 ist sie in Art. 33 des Gesetzes vom 9. Juli 1991 geregelt. 